# International Justice Mission
 International Justice Mission (IJM) ist eine gemeinnützige, christliche, international tätige Nichtregierungsorganisation, die sich den Opfern schwerster Menschenrechtsverletzungen in Entwicklungs- und Schwellenländern widmet. IJM bekämpft insbesondere Menschenhandel, Zwangsprostitution, Sklaverei, rechtswidrige Inhaftierungen, Polizeigewalt und unrechtmäßige Landenteignungen. Den Hinweisen von Entwicklungs- und Hilfsorganisationen folgend, führt IJM einzelfallorientierte Ermittlungen durch und mobilisiert Hilfe für die Opfer.

## Gründungsgeschichte

### Gründung von International Justice Mission
IJM wurde 1997 von Gary A. Haugen, dem jetzigen Präsidenten und CEO der Organisation, gegründet. Nach seinem Jurastudium an der Harvard University und der University of Chicago arbeitete er zunächst in der Nationalen Initiative für Versöhnung (National Initiative for Reconciliation, NIR) in Südafrika. Danach war er unter anderem im amerikanischen Justizministerium tätig. 1994 wurde er von den Vereinten Nationen als Chefermittler zur Untersuchung des Völkermords in Ruanda beauftragt. Seine Erfahrungen im Rahmen dieser Tätigkeit bewogen ihn dazu, IJM zu gründen.

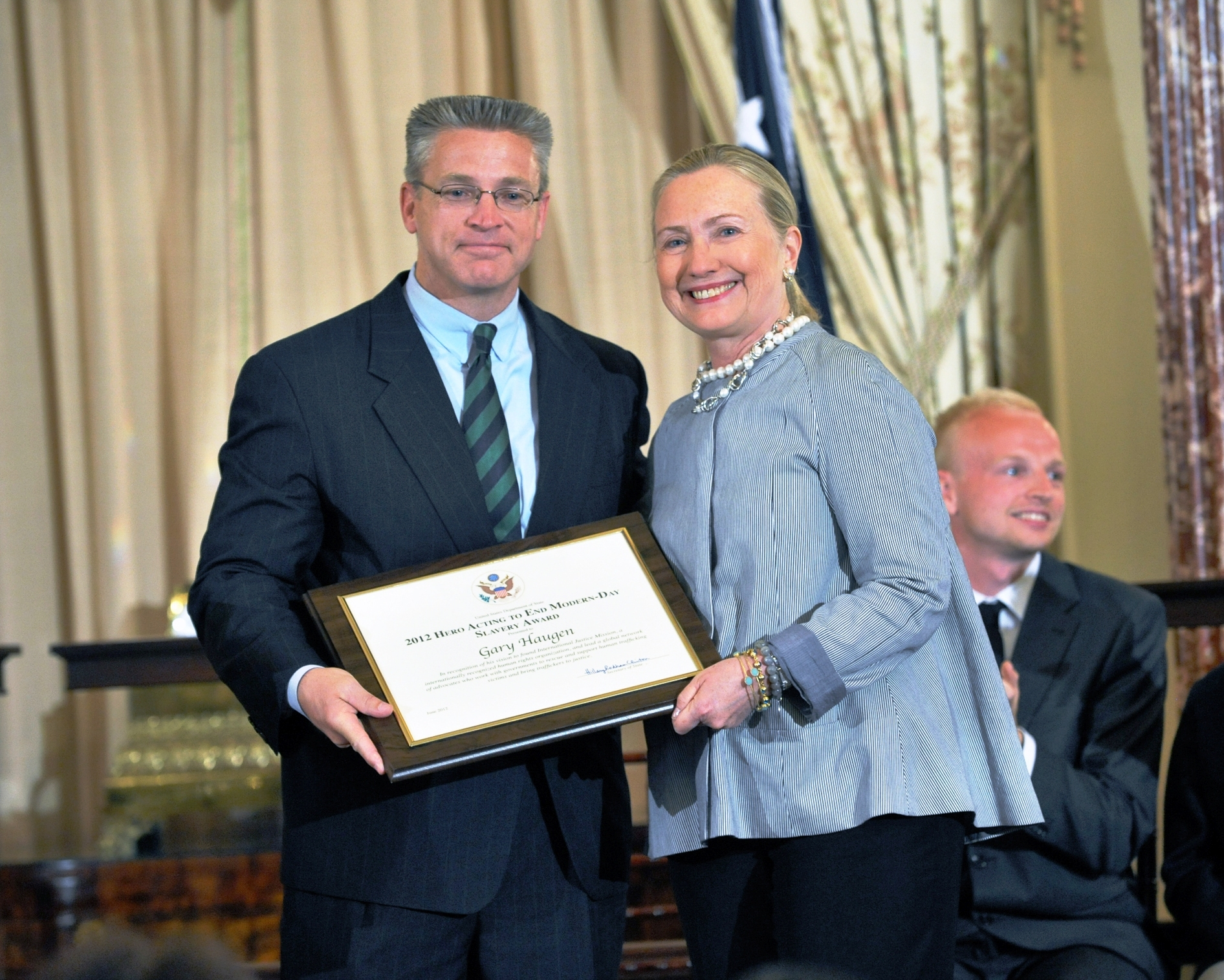
Secretary Clinton With TIP Hero Gary Haugen

## Standorte

### Zentrale
Die Zentrale von IJM ist in Washington, D.C. (USA).

### Partnerbüros
Weltweit unterstützen fünf Partnerbüros die internationale Arbeit von IJM. Ihre Aufgaben liegen hauptsächlich in der Öffentlichkeitsarbeit und der finanziellen und personellen Unterstützung der Einsatzbüros.

#### Kanada
IJM Canada wurde 2002 gegründet, um Bildungsarbeit in Kanada zu leisten und die kanadische Bevölkerung in die Arbeit von IJM zur Verfolgung von Unrecht einzubinden. Gegenwärtiger Geschäftsführer ist Ed Wilson.

#### Partnerbüros in Großbritannien
IJM UK wurde 2006 unter der Leitung von Terry Tennens, dem derzeitigen Geschäftsführer, gegründet. Die Sektion verfolgt unterschiedliche Ziele: Sensibilisierung der Bevölkerung für weltweite Ungerechtigkeiten, Aufklärung über die Arbeit von IJM, Bereitstellung von finanziellen und personellen Ressourcen, Gründung von Partnerschaften, Ausweitung von IJMs internationaler Arbeit und Herstellung von Kontakten nach Westminster und Brüssel.

#### Deutschland
Der deutsche Zweig zur Unterstützung der internationalen Arbeit von IJM besteht seit Anfang 2007. Damals wurde ein deutscher Arbeitskreis gegründet, seit Anfang 2010 ist IJM Deutschland e. V. als gemeinnütziger und mildtätiger Verein anerkannt. Seit 2013 hat IJM Deutschland ein Berliner Büro mit dem Schwerpunkt Advocacy und Lobbyarbeit.
Vorstandsvorsitzende von IJM Deutschland ist Evelyn Moeck.
Im Gespräch mit politischen Entscheidungsträgern oder anhand von Petitionen will IJM Deutschland die deutsche Öffentlichkeit auf das Problem der Gewalt gegen arme Menschen aufmerksam machen und die Öffentlichkeit mobilisieren.

### Einsatzbüros
IJM betreibt sogenannte Einsatzbüros (Field Offices) in Entwicklungs- und Schwellenländern. Dort erfolgt die juristische Einzelfallarbeit. Gegenwärtig arbeitet IJM in 16 Städten in Afrika (Kenia, Uganda, Ghana, Ruanda), Süd- und Südostasien (Thailand, Kambodscha, Philippinen, Indien) und Lateinamerika (Guatemala, Bolivien, Santo Domingo). Darüber hinaus bestehen zwei Bündnispartnerschaften in Ecuador und Peru. Die Mitarbeiter der Einsatzbüros sind fast ausschließlich Staatsangehörige des jeweiligen Landes.

## Ziele und Arbeitsansatz
IJM führt Einzelfälle den nationalen Rechtssystemen zu und begleitet sie von der Ermittlungsphase bis zum Schuldspruch. Auf diese Weise werden konkrete Korruptionsquellen, Ressourcenmängel und andere Ursachen für die Verweigerung rechtsstaatlichen Schutzes zugunsten der Opfer von Menschenrechtsverletzungen offenbar. In Zusammenarbeit mit den lokalen Behörden begegnet IJM diesen Schwachstellen, um den bestehenden Gesetzen Geltung und den Betroffenen Gerechtigkeit zu verschaffen.
IJM begründet ihre Arbeit mit dem biblischen Auftrag, Gerechtigkeit zu schaffen (Jes 1, 17): Lernt Gutes tun, fragt nach dem Recht, weist den Unterdrücker zurecht! Schafft Recht der Waise, führt den Rechtsstreit der Witwe! IJM versteht sich jedoch gleichzeitig als eine überkonfessionelle Organisation und hilft Opfern von Menschenrechtsverletzungen ungeachtet ihrer Religion, Ethnie und ihres Geschlechts.
IJM arbeitet mit zahlreichen anderen Menschenrechts- und Hilfsorganisationen sowie mit politischen Entscheidungsträgern zusammen. IJM finanziert sich vor allem aus Spenden von Einzelnen und Stiftungen. Hinzu kommen staatliche Unterstützungen für einzelne geförderte Projekte und kirchliche Zuschüsse.

### Arbeitsweise
IJM beschäftigt „Ermittler“, Anwälte und Sozialarbeiter, die in enger Zusammenarbeit mit nationalen und lokalen Behörden in den Partnerländern Einzelfälle bearbeiten. Dabei werden individuelle Fälle von Menschenrechtsverletzungen ermittelt und strafrechtlich verfolgt. IJM versucht, auf Schwachstellen in den jeweiligen Justizsystemen hinzuweisen, um eine langfristige Veränderung der Menschenrechtssituation in den Partnerländern zu erreichen.

#### Fallarbeitsmodell
Kennzeichnend für IJM ist das 4-gliedrige Fallarbeitsmodell.
1. Befreiung der Opfer: IJMs vorrangiges Ziel ist es, die Opfer so schnell wie möglich aus der Situation einer Menschenrechtsverletzung zu befreien.
2. Täter zur Verantwortung ziehen:
IJM zieht die Täter von schweren Menschenrechtsverletzungen in den jeweiligen Rechtssystemen zur Verantwortung. Ihnen soll deutlich werden, dass ihre Taten juristische Konsequenzen nach sich ziehen. Potentielle Täter sollen abgeschreckt werden.
3. Nachbetreuung der Opfer:
IJMs Psychologen und Sozialarbeiter setzen sich in Zusammenarbeit mit den lokalen Sozialbehörden und -einrichtungen dafür ein, dass Opfer von Menschenrechtsverletzungen eine neue Perspektive für ihr Leben erhalten. IJM kümmert sich intensiv um die komplexen emotionalen und körperlichen Nöte der Opfer von Menschenrechtsverletzungen. Die von Gewalt betroffenen Menschen werden in ein selbstbestimmtes Leben begleitet und durch regelmäßige Fortbildungen über ihre Rechte aufgeklärt. Außerdem lernen sie, wie sie ihre Rechte selbst einfordern können.
4. Strukturelle Veränderung:
Neben der programmatischen Arbeit mit Einzelfällen ist es Ziel von IJM, nachhaltig Missbrauch und Unterdrückung durch die Stärkung von Rechtssystemen und lokalen Gemeinschaften zu verhindern. Durch Fortbildungsmaßnahmen von Polizei und Justiz in Zusammenarbeit mit den Regierungsbehörden des jeweiligen Landes wird dazu beigetragen, arme Menschen nachhaltig vor Gewalt zu schützen.
Durch Bildungsmaßnahmen in den Slums und Armenvierteln sollen Menschen befähigt werden, sich für die eigenen durchsetzbaren Menschenrechte selber einzusetzen. Die im rechtsbasierten Entwicklungsansatz wichtige Mobilisierung und Einbeziehung von Zielgruppen in die Armutsbekämpfung, wird bei IJM durch nachhaltiges Empowerment bei der Wiedereingliederung Betroffener bewirkt.

### Ziele der Arbeit von IJM in Deutschland
1. Unterstützung der weltweiten Arbeit von IJM: Personelle und finanzielle Unterstützung der Arbeit in den Partnerländern. Als Partnerbüros hat IJM Deutschland die Büros in Mumbai (Indien), Santo Domingo (Dominikanischen Republik) und Gulu (Uganda). Spenden an IJM Deutschland kommen vor allem diesen Partnerbüros zugute, die Projektarbeit wird regelmäßig evaluiert. Ein weiteres Ziel ist es, hauptamtliche Mitarbeiter und Praktikanten in die internationale Arbeit zu vermitteln.
2. Bildungsarbeit: Die Öffentlichkeit soll über schwerste Menschenrechtsverletzungen in IJMs Partnerländern informiert werden. Dazu veranstaltet IJM Deutschland deutschlandweit Vorträge über Menschenhandel, Sklaverei und Zwangsprostitution.
3. Politische Arbeit: Aufbau von politischen Kontakten mit dem Ziel, Verantwortungsträger dafür zu motivieren, dass Deutschland sich vermehrt innen- und außenpolitisch gegen Menschenhandel und Sklaverei einsetzt. Gemeinsam mit anderen europäischen Ländern soll Deutschland eine leitende Rolle im Kampf gegen Sklaverei und Menschenhandel einnehmen.

## Aktionen und Kampagnen
IJM Deutschland hat über 200 Botschafter, unter ihnen die Künstlerbotschafter Johannes Falk und Sarah Brendel, die deutschlandweit verschiedene Konzerte, Benefizveranstaltungen, Spendenläufe oder Kunstausstellungen organisieren.
Seit 2015 läuft die Kampagne „Sie hat Recht - sie keins“, die die Öffentlichkeit darauf aufmerksam machen soll, dass die Rechte armer Menschen in vielen Ländern nicht durchgesetzt werden und sie daher schutzlos der alltäglichen Gewalt ausgeliefert sind.
Mit Aktionen wie der Relentless-Campaign wurde versucht, auch jüngere Generationen in die weltweite Bekämpfung von Unrecht mit einzubeziehen.

## Kritik
Von IJM als „Befreiung“ bezeichnete Aktionen stoßen immer wieder auf Kritik – insbesondere im Zusammenhang mit Razzien von Bordellen und Verhaftungen von Prostituierten. Einige der volljährigen Betroffenen sehen die Prostitution als ihre einzige Einkommensquelle zur Unterstützung ihrer Familie und fliehen deshalb nach ihrer Befreiung zurück in die Prostitution. Vereinzelt begingen „gerettete“ inhaftierte Prostituierte Suizid oder wurden von der Polizei misshandelt.
Auch wurde kritisiert, dass durch die Befreiung von Frauen und Kindern aus der Zwangsprostitution sich die organisierte Kriminalität noch tiefer in den Untergrund verlagert, wodurch Opfer von der Polizei schlechter gefunden werden können.

### IJM
- Internationale Homepage von IJM
- IJM Deutschland e. V.

### Medien
- Gary Haugen beim TED-Talk: Der verborgene Grund für Armut, den wir jetzt bekämpfen müssen In: "TED. Ideas worth spreading." März 2015.
- David Brooks: The republic of fear. In: "The New York Times." 24. März 2014.
- Caroline Modarressy-Tehrani: What happens when we end poverty? "The Huffington Post" 5. Februar 2014.
- Call And Response, Trailer, Film, 2008.
- David McKay Wilson: A Calling for Justice. In: Harvard Magazine. 03/04, 2005.
- Children for Sale, Dateline NBC, 9. Januar 2005.
- Peter Landesman: The Girls Next Door. In: The New York Times. 25. Januar 2004.
- Quentin Hardy: Hitting Slavery Where It Hurts. In: Forbes Magazine. 1. Dezember 2004.
- Maggie Jones: Thailand's Brothel Busters. In: Mother Jones. 11/12, 2003.
- Global Development Group: Child-trafficking crimes significantly reduced in Cambodia In: "Global Development Group." 16. Juni 2015.
- Vikhar Ahmed Sayeed: New Slave Trade In: "Frontline." 10. Juli 2015.
- Swati Deshpande: "Lodge staff sentenced to seven years for exploiting minors" In: "The Times of India". 16. Juli 2015.
- "30 Irulas rescued from bonded labour" In: "Nyoooz". 14. Juli 2015.
- Mallika Kapur: "More than 500 slaves rescued from brick kilns" In: "CNN". 29. Juni 2011.
- David Malko und Lisa Cohen: "Google joins fight against slavery with $11,5 million grant"  In: "CNN". 14. Dezember 2011.
- Holly Burkhalter: "A safer home for Cambodia's girls. In: "The Washington Post". 8. Mai 2015.
- Soren Dayton "A multi-state rescue" In: "Sorenandamanda.com". 17. Juni 2015.
- Sarah Joy Robbins: "The Plague that people can't see" In: "The Daily Beast". 20. Februar 2014.
- BBC News In: "BBC" Januar 2015.
- Cameron Conaway: "Violence packs a uniquely devastating punch on the poor" In: "The Huffington Post". 2. April 2014.